# Nemezis
Nemezis (także Nemezys; stgr. Νέμεσις Némesis, łac. Nemesis, Rivalitas ‘postanowienie’, ‘rozdająca to, co należne’) – w mitologii greckiej bogini zemsty, sprawiedliwości i przeznaczenia. Nazywana kobietą bez winy i wstydu. Znana była także jako Adrasteja (gr. Ἀδράστεια Adrásteia, łac. Adrastea – 'nieunikniona'). Zsyłała na ludzi szczęście lub niepowodzenie, ścigała przestępców i decydowała o losie w zależności od zasług. Córka Nyks i Ereba, uważana za uosobienie gniewu bogów. Ośrodkiem jej kultu było Ramnus w Attyce, stąd była nazywana Ramnuzją (gr. Ῥαμνουσία Rhamnusía, łac. Rhamnusia virgo). Stała na straży równowagi świata wraz z Eryniami.
Przedstawiana była jako kobieta trzymająca w jednej ręce gałąź jabłoni, w drugiej koło, na głowie miała koronę zwieńczoną jeleniami, a z jej pasa zwisał bicz. Atrybutem Nemezis jest koło, a poświęconym jej zwierzęciem – gryf.